# Herringe Kirke
Herringe Kirke ligger i den nordlige udkant af landsbyen Herringe ca. 18 km NØ for Faaborg (Region Syddanmark).

## Eksterne kilder og henvisninger
- Wikimedia Commons har flere filer relateret til Herringe Kirke
- Herringe Kirke Arkiveret 31. januar 2011 hos  Wayback Machine på nordenskirker.dk
- Herringe Kirke på KortTilKirken.dk